# HUMINT
HUMINT (z angličtiny HUMan INTeligence) je jeden z druhů získávání informací. Využívá se při něm lidských spolupracovníků, jejich tajné úkolování, řízení a vytěžování a to jak pro potřeby špionáže, tak i kontrašpionáže. 
HUMINT patří k nejúčinnějšímu (ale také nejrizikovějšímu) způsobu sběru informací. Může (jako jediný[zdroj?]) odhalit plány a záměry protivníka ještě ve fázi plánování. K nevýhodám patří zejména vysoké riziko odhalení spolupracovníka (s ohledem na vysoké tresty, které většina zemí za špionáž proti sobě uděluje) a výsledky se obvykle dostavují pomalu. Základním předpokladem pro získání relevantních informací je výběr osob, které budou do HUMINT sítě zařazeny. 
Osoby zařazené do sítě HUMINT lze rozdělit na přátelské:
- Vlastní průzkumné týmy (vojenské zpravodajství)
- Osoby oficiálně pobývající v oblastech zpravodajského zájmu (velvyslanci, vojenští atašé, členové vědeckých a kulturních delegací atd.)
- Osoby, které pracují s osobami, o které se zpravodajské služby zajímají
- Osoby provozující utajenou špionážní činnost

na nepřátelské:
- Osoby zadržené bezpečnostní službou (kontrašpionáží) - jejich výslechem lze získat informace o činnosti a cílech nepřátelské zpravodajské služby

a na neutrální:
- Uprchlíci

Dále se tyto osoby dělí na:
- Laické - nezkušení a nevycvičení pozorovatelé, bez hlubších znalostí o sledovaném objektu
- Odborné - osoby obeznámené s okruhem získávaných informací či s objekty v centru zájmu zpravodajské služby (mohou to být v době války i zajatci, znalí manipulace s vojenskou technikou) schopné vyvozovat závěry (např. vyasfaltovaná silnice v lese může znamenat přístupovou cestu k vojenské základně apod.)